# 龙门路 (上海)
龙门路，位于中华人民共和国上海市黄浦区的一条道路。

## 特点
龙门路位于上海市区中部，南起桃源路、北至武胜路，总长551.3米。上海开埠后，这一带原是潮州坟山的一部分，1863年法国公董局购置建八仙桥墓地。1887年，辟筑道路，初为泥路，称坟山路。1898年，法舰麦高包禄号的水兵在四明公所事件中镇压上海市民，1990年，法租界扩张，法公董局将坟山路并入新租界，将舰名用作路名“麦高包禄路”。1941年，由于日军攻占上海，日本傀儡汪精卫政权吞并该租界地区。1943年10月，以广东省地名改名为定安路。1945年12月，更为龙门路。此路是老上海闻名的小吃摊集中地，现路两侧为居民区。